# Kärrjordtunga
Kärrjordtunga (Geoglossum simile) är en kolsvart, 2–7 centimeter hög svamp som hör till jordtungorna. Den  växer i vitmossa på fuktig betesmark eller slåttermark. Arten är sällsynt i Sverige, men förekommer i Småland, Västergötland, Värmland, Närke, Uppland och Västmanland. Arten förekommer också i Danmark, Norge och några länder i Mellaneuropa samt Japan och Nordamerika. Arten hotas främst av upphörd hävd, igenväxning, igenplantering och förhöjda kvävenivåer i marken. För att rädda arten behöver marken hävdas eller skötas så att markförhållanden och vegetation bibehålls. Rödlistad som Nära hotad (NT) i 2010 års rödlista (Gärdenfors 2010)*.